# HP Open 2010
HP Open 2010 (також відомий під назвою HP Japan Women's Open Tennis 2010) — жіночий тенісний турнір, що проходив на відкритих кортах з твердим покриттям. Це був другий за ліком Japan Women's Open. Належав до категорії International у рамках Туру WTA 2010. Відбувся в Осаці (Японія). Тривав з 11 до 17 жовтня.

## Учасниці

### Сіяні учасниці
| Країна    | Гравчиня        | Рейтинг1 | Сіяна |
| --------- | --------------- | -------- | ----- |
| Австралія | Саманта Стосур  | 8        | 1     |
| Франція   | Маріон Бартолі  | 14       | 2     |
| Ізраїль   | Шахар Пеєр      | 18       | 3     |
| Росія     | Марія Кириленко | 26       | 4     |
| Росія     | Алла Кудрявцева | 56       | 5     |
| Японія    | Кіміко Дате     | 57       | 6     |
| Чехія     | Івета Бенешова  | 70       | 7     |
| Угорщина  | Грета Арн       | 88       | 8     |

- Посів ґрунтується на рейтингові станом на 4 жовтня 2010.

### Інші учасниці
Нижче наведено учасниць, які отримали вайлдкард на участь в основній сітці:
- Рьоко Фуда
- Сатіе Ісідзу
- Накамура Айко

Нижче наведено гравчинь, які пробились в основну сітку через стадію кваліфікації:
- Наталі Грандін
- Крістіна Макгейл
- Лора Робсон
- Томоко Йонемура

## Переможниці та фіналістки

### Одиночний розряд
Тамарін Танасугарн —  Кіміко Дате, 7–5, 6–7(4), 6–1
- Для Танасугарн це був 1-й титул за рікі 4-й - за кар'єру.
- Це був найстарший фінал в історії, сукупний вік фіналісток становив 73 роки[1].

### Парний розряд
Чжан Кайчжень /  Лілія Остерло —  Аояма Сюко /  Фудзівара Ріка, 6–0, 6–3